# Problem Ramseya
Problem Ramseya jest regułą dotyczącą polityki ustalania cen przez monopolistów, mającą na celu maksymalizację dobra społecznego (w zależności od ograniczeń w zyskach).
Niezwykle zbliżony problem pojawił się w związku z odpowiednim opodatkowywaniem dóbr (commodities). W monopolu marża powinna być ustalana w zależności od cenowej elastyczności popytu. Im bardziej elastyczny popyt, tym marża na dany produkt powinna być niższa. Początkowa reguła była przypisywana J. Robinsonowi, jednak później odkryto, że ten problem został już rozwiązany przez Franka Ramseya, tylko sformułowany w innym kontekście (opodatkowania). Reguła była w późniejszym czasie stosowana przez Marcela Boiteux przy badaniach nad monopolem. W monopolu występują straty zysków jeśli ustanowi on ceny produkcji na poziomie kosztów krańcowych.

## Rozwiązanie matematyczne
Potencjalnym przedsiębiorcą jest monopolista, który wytwarza wiele różnych produktów. Przyjmijmy, że
{\displaystyle (p_{1},...p_{N})} są cenami dla tych produktów.
{\displaystyle C(Z_{1},Z_{2}...,Z_{N})=C(Z),}
gdzie {\displaystyle Z_{n}} jest produkcją dobra {\displaystyle n,} a {\displaystyle p_{n}} jest ceną tego dobra.
Zakładamy, że produkty te są sprzedawane na oddzielnych rynkach, tak więc popyt na nie jest niezależny.
{\displaystyle Z_{n}(p_{n})} – popyt na dane dobro,
{\displaystyle p_{n}(Z)} – funkcja popytu.
Zysk całkowity to:
{\displaystyle R(p,z)=\sum \limits _{n}p_{n}z_{n}(p_{n}).}
Nadwyżka całkowita to:
{\displaystyle W(p,z)=\sum \limits _{n}\left(\int \limits _{0}^{z_{n(p_{n})}}\,p_{n}(z)dz\right)-C_{z}.}
Należy zmaksymalizować {\displaystyle W(p,z)} w zależności od zysku {\displaystyle \Pi .}
{\displaystyle \Pi =R-C} powinno być równe pewnej ustalonej wartości {\displaystyle \Pi ^{*}.}
Zazwyczaj ustanawia się wartość stałą na poziomie zera co gwarantuje, że straty w zyskach zostaną wyeliminowane.
{\displaystyle R(p,z)-C(z)=\Pi ^{*}.}
Najlepiej użyć metody mnożników Lagrange’a do wyznaczenia optymalnej wartości produkcji funkcji oraz cen.
{\displaystyle p_{n}-C_{n}(z)=\lambda \left({\frac {\partial R}{\partial z_{n}}}-C_{n}(Z)\right)=\lambda \left(p_{n}\left(1+{\frac {z_{n}}{p_{n}}}{\frac {\partial p_{n}}{\partial z_{n}}}\right)-C_{n}(Z)\right),}
gdzie:
{\displaystyle \lambda } jest współczynnikiem Lagrange’a,
{\displaystyle C_{n}(z)} pochodną cząstkową od {\displaystyle C(z)} po {\displaystyle z_{n},} oszacowanej na podstawie {\displaystyle z.}
Dzieląc przez {\displaystyle p_{n}{:}}
{\displaystyle {\frac {p_{n}-C_{n}(z)}{p_{n}}}=-{\frac {k}{\epsilon _{n}}},}
gdzie:
{\displaystyle k={\frac {\lambda }{1+\lambda }}} jest mniejsze od 1,
{\displaystyle \epsilon _{n}={\frac {z_{n}}{p_{n}}}{\frac {\partial p_{n}}{\partial z_{n}}}} jest elastycznością popytu na dobro {\displaystyle n.}
Marża i koszt krańcowy dla dobra {\displaystyle n} jest odwrotnie proporcjonalna do elastyczności popytu.